# 르제프

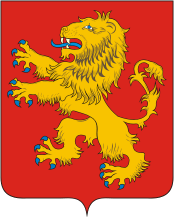
시 문장

르제프(러시아어: Ржев, 문화어: 르줴브)는 러시아 트베리주 남부에 위치한 도시로, 인구는 63,729명(2002년 기준)이다. 볼가강과 접하며 트베리(트베리 주의 주도)에서 126km 정도 떨어진 곳에 위치한다.
수많은 쟁탈전이 벌어진 도시이며 1942년 나치 독일의 침공(르제프 전투)으로 인해 크게 파괴되기도 했다.